# Michael Vink
Michael Vink (Christchurch, 22 de noviembre de 1991) es un ciclista profesional neozelandés. 

## Palmarés
| 2012 - Campeonato de Nueva Zelanda en Ruta - 1 etapa del Tour de Southland 2013 - Memorial Philippe Van Coningsloo 2014 - New Zealand Cycle Classic, más 1 etapa 2015 - Campeonato de Nueva Zelanda Contrarreloj 2016 - 2 etapas del Tour de Southland 2017 - 1 etapa del Tour de Southland | 2018 - 2.º en el Campeonato de Nueva Zelanda Contrarreloj 2021 - 3.º en el Campeonato de Nueva Zelanda Contrarreloj - Tour de Southland, más 2 etapas 2022 - 2.º en el Campeonato de Nueva Zelanda Contrarreloj |